# Schoettella alba
Schoettella alba är en urinsektsart som beskrevs av James P. Folsom 1932. Schoettella alba ingår i släktet Schoettella och familjen Hypogastruridae. Inga underarter finns listade i Catalogue of Life.